# Rie Yoshiyuki
Rie Yoshiyuki (jap. 吉行 理恵, Yoshiyuki Rie; * 8. Juli 1939 in Tokio; † 4. Mai 2006 ebenda) war eine japanische Dichterin und Schriftstellerin.

## Leben
Rie Yoshiyuki wurde 1939 als Tochter des literarischen Anarchisten und Dadaisten Eisuke Yoshiyuki (1906–1940) und dessen Frau Aguri (1907-) geboren. Ihre Mutter eröffnete den ersten Schönheitssalon westlichen Stils und schrieb ebenfalls mehrere Bücher. Ihr älterer Bruder Junnosuke ist ebenfalls Schriftsteller, ihre ältere Schwester Kazuko Schauspielerin.
Rie studierte bis 1962 japanische Literatur an der Waseda-Universität. Ihre ersten Gedichte veröffentlichte sie in der Zeitschrift Vega. 1963 erschien ihr erster Gedichtband Aoi heya. Vier Jahre später erhielt sie für ihren dritten Gedichtband Im Traum den Tamura-Toshiko-Preis. Es folgen Sammlungen mit Erzählungen, wie In der Erinnerung, die prämierte Erzählung Die kleine Dame (1978) oder Zwillinge im Labyrinth.
Rie starb am 4. Mai 2006 in einem Tokioter Krankenhaus an Schilddrüsenkrebs.

## Preise und Auszeichnungen
- 1968 Tamura-Toshiko-Preis Yume no naka de (夢の中で)
- 1981 Akutagawa-Preis für Chiisana kifujin (小さな貴婦人)
- 1989 Frauenliteratur-Preis für Kiiroi neko (黄色い猫)

## Werke (Auswahl)
- 1970 Otoko kirai (男嫌い, Männerhass), Erzählung
- 1970 Yoshiyuki Rie shishū (吉行理恵詩集, Yoshiyuki Rie Gedichtsammlung)
- 1975 Ido no hoshi (井戸の星)
  - Im Brunnen die Sterne. Übersetzt von Jürgen Stalph, in: Das elfte Haus., München, iudicium, 1987, S. 62–78
- 1975 Kumo no iru sora (雲のいる空, Im Himmel, wo Wolken leben)
- 1978 Chiisana kifujin (小さな貴婦人, Die kleine Dame)
- 1985 Mairo no futago (迷路の双子, Zwillinge im Labyrinth), Gedichte
- o. J. Kioku no naka ni (記憶のなかに, In der Erinnerung), Erzählungen